# Exil (recueil de poèmes)
Pour les articles homonymes, voir Exil.
Exil est un recueil de poèmes de Saint-John Perse, composés entre 1941 et 1943, et paru en France en 1945 aux éditions Gallimard. Cette œuvre appartient à la période de maturité de Saint-John Perse, alors exilé aux États-Unis, et constitue un tournant dans la carrière poétique de Perse qui, avec ce recueil et dès lors, manifeste pleinement son engagement « j’habiterai mon nom », renonçant sous la contrainte tragique de l'histoire à être l'homme et le diplomate Alexis Leger, à l'état-civil.

## Composition et édition du recueil

### Contexte d'écriture

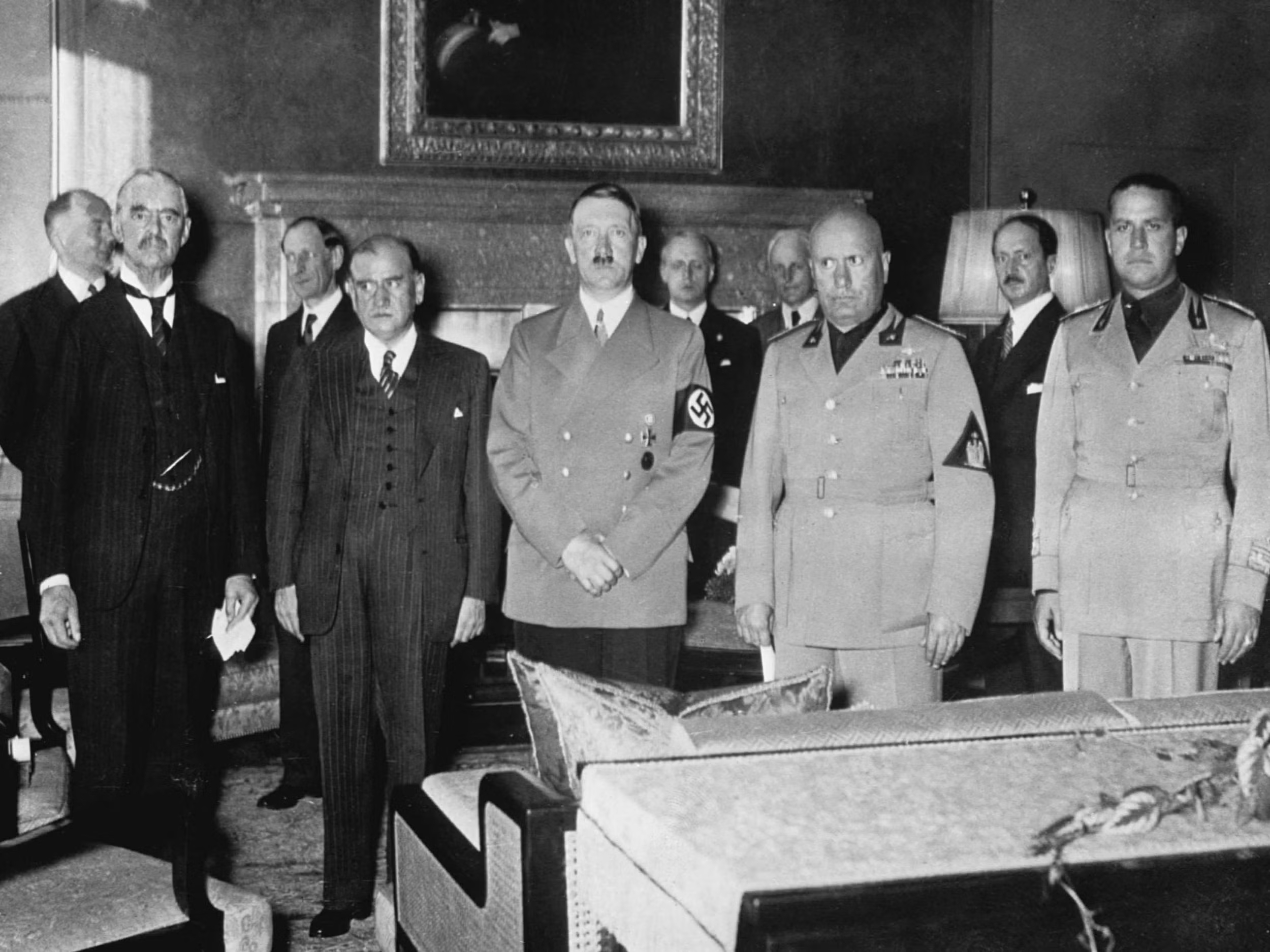
Alexis Leger (deuxième en partant de la droite) lors des accords de Munich en septembre 1938.

Les poèmes qui constitueront le recueil définitif intitulé Exil sont écrits entre 1941 et 1945 lors de l'exil forcé d'Alexis Leger, nom réel du poète Saint-John Perse, aux États-Unis à partir de juillet 1940 et son établissement durant plus de quinze ans dans ce pays. Dès l'automne 1940, l'ancien diplomate est déchu de sa nationalité française par le Gouvernement de Vichy sur décret du Maréchal Pétain le 29 octobre 1940, ses honneurs de Grand officier de la Légion d'honneur lui sont retirés, et ses biens parisiens de l'avenue de Camoëns confisqués sur ordre personnel d'Hitler – qui lui est très hostile depuis qu'ils s'étaient directement confrontés en tête-à-tête lors de la négociation des accords de Munich en septembre 1938.

Démuni, il vit à New-York et sur la côte Est des États-Unis, avec le soutien d'amis américains de longue date dont le directeur de la Bibliothèque du Congrès américain, Archibald MacLeish, qui lui propose en 1941 un poste de conseiller littéraire dans son institution,. Il est également aidé par l'avocat américain et ministre de la Justice Francis Biddle, et son épouse la poétesse Katherine Garrison Chapin Biddle, qui l'hébergent dans leurs différentes demeures durant les premières années de la guerre. Alexis Leger, qui a complètement mis en veille son activité de poète depuis la publication d'Anabase, en 1924, pour être pleinement diplomate, est tout d'abord réticent à redevenir Saint-John Perse,. Cependant, les conditions matérielles et surtout morales caractérisées par la nécessité d'exprimer la douleur de son « nouvel exil » le poussent à reprendre la plume. Il fait dans Exil – chant VI la profession de foi suivante : 

« « J’habiterai mon nom » fut ta réponse aux questionnaires du port »

— Saint-John Perse, 1941.

### Composition et publications séparées des poèmes

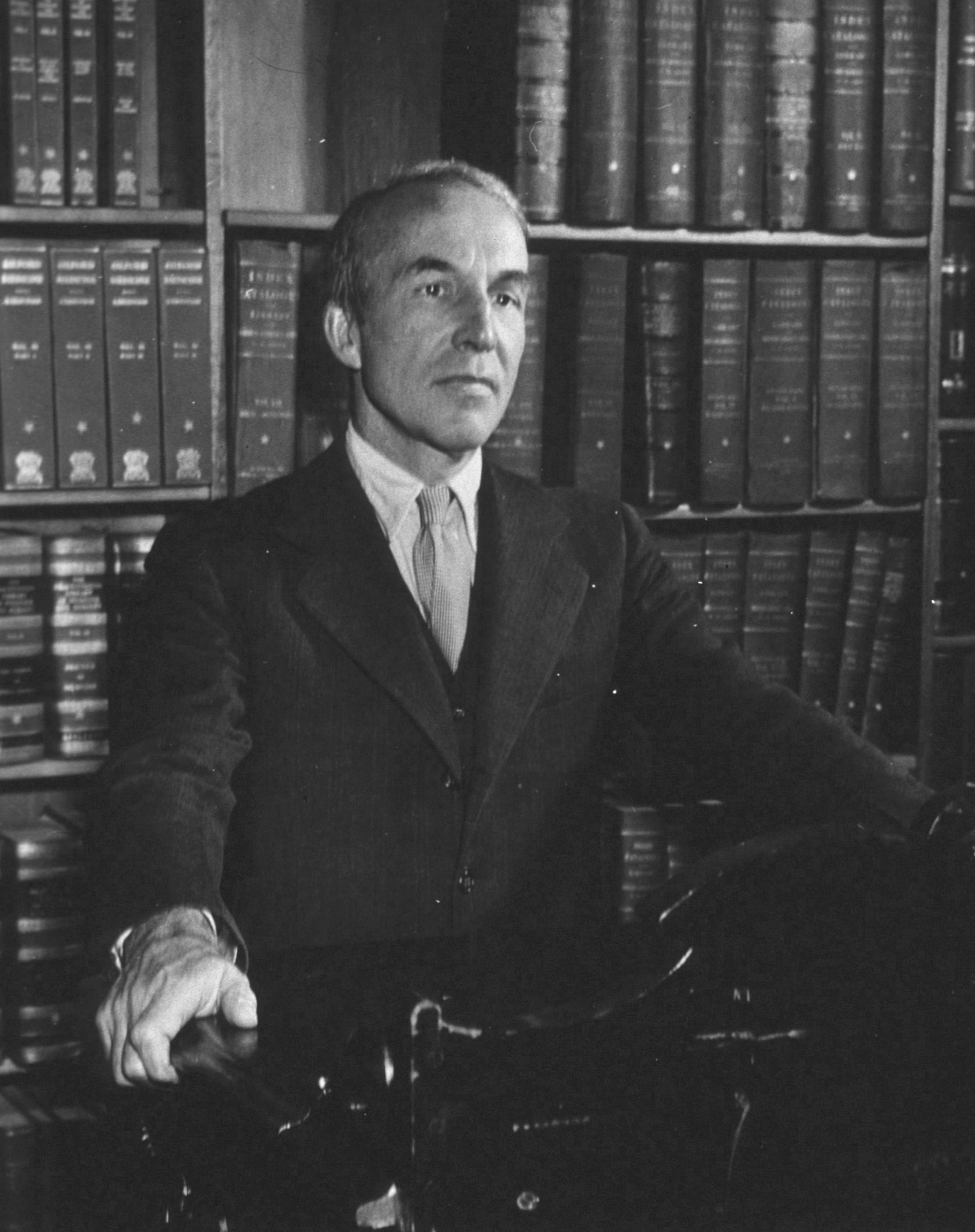
Archibald MacLeish (en 1944), ami de St-John Perse et dédicataire dExil.

L'ensemble des premiers poèmes regroupés sous le titre Exil, stricto sensu, est écrit en 1941 lors du séjour que fait Saint-John Perse dans le New Jersey à Long Beach Island chez Francis Biddle et sa compagne Rosalia Abreu ,. Ces poèmes sont dédiés à Archibald MacLeish – qui est également poète – et sont publiés, en français, initialement dans la revue américaine Poetry en mars 1942 puis par la revue marseillaise Les Cahiers du Sud dirigée par Jean Ballard, ainsi qu'en Suisse aux éditions La Baconnière.
Poème à l'étrangère est écrit en 1942 alors que Saint-John Perse réside – avec Rosalia Sanchez Abreu, sa compagne parisienne qui l'a rejoint et vis-à-vis de laquelle ce poème prend la forme d'une lettre de rupture – dans le quartier de Georgetown à Washington D.C.. Initialement intitulé V Street – en référence à une rue bigarrée proche de son adresse de résidence (dans R Street) ; les « numéros » des rues de Georgetown étant alphabétisés – il est publié l'année suivante dans la revue Hémisphères tout juste fondée par Yvan Goll. Il est dédié ironiquement à l'« Alien Registration Act », loi promulguée en 1940 par l'administration Roosevelt obligeant tous les résidents étrangers aux États-Unis à s'inscrire auprès des autorités et les contraignant dans leurs éventuelles activités politiques, parfois jusqu'à l'arbitraire. Dès son arrivée le 14 juillet 1940 sur le sol américain à New York, Saint-John Perse est soumis à cette loi.
Les poèmes composant Pluies sont écrits en 1943 lors de son séjour, en compagnie de l'écrivain Charlton Ogburn, dans l'État de Georgie dans la ville sudiste de Savannah et ses environs. L'ensemble paraît pour la première fois l'année suivante dans la revue américaine The Sewanee Review dirigée par Allen Tate puis est publié par Roger Caillois dans sa revue Les Lettres françaises alors éditées par l'Institut français de Buenos Aires que ce dernier dirige,. Les poèmes sont dédiés à Katherine et Francis Biddle qui furent d'un grand secours matériel pour Saint-John Perse durant ces années-là.
Enfin, l'ensemble Neiges est composé à l'hiver 1944 à New York et est immédiatement publié en juillet 1944 par Roger Caillois toujours dans sa revue Les Lettres françaises. Il est dédié à « Françoise-Renée Saint-Leger Leger », nom codé se rapportant à la mère du poète, Françoise-Renée Dormoy-Leger, restée en France occupée,.

### Éditions intégrales
La première édition intégrale du recueil Exil, comprenant tous les sous-recueils édités préalablement séparément, est publiée à Buenos Aires en Argentine sous le titre Quatre poèmes (1941-1944) par Roger Caillois à l'automne 1944 dans la collection « La porte étroite » de ses éditions des Lettres françaises,. Jean Paulhan fait paraître une première édition chez Gallimard en 1945 – dont Perse obtient le retrait en raison des nombreuses coquilles –, puis sort une version corrigée en 1946 qui fixe un premier ordre des poèmes du recueil.
Alors que plusieurs éditions adoptent des compositions et des ordres variés pour la succession des sous-ensembles de poèmes, l'ordre définitif du recueil global n'est finalement fixé, par l'auteur soi-même, que lors de l'entrée en 1972 de Saint-John Perse dans la Bibliothèque de la Pléiade.

## Poèmes
L'ordre définitif du recueil est basé sur l'édition de 1972 dans la Bibliothèque de la Pléiade :
- Exil (écrit en 1941, publié en 1942)
  - I. « Portes ouvertes sur les sables...  »
  - II. « À nulles rives dédiée... »
  - III. « ... Toujours il y eut cette clameur... »
  - IV. « Étrange fut la nuit... »
  - V. « ... Comme celui qui se dévêt... »
  - VI. « ... Celui qui erre... »
  - VII. « ... Syntaxe de l'éclair ! »
- Pluies (écrit en 1943, publié en 1944)
  - I. « Le banyan de la pluie... »
  - II. « Nourrices très suspectes... »
  - III. « Sœurs des guerriers d'Assur... »
  - IV. « Relations faites à l'Édile... »
  - V. « Que votre approche fût pleine de grandeur... »
  - VI. « Un homme atteint de telle solitude... »
  - VII. « « Innombrables sont nos voies... »
  - VIII. « ... Le banyan de la pluie... »
  - IX. « La nuit venue... »
- Neiges (écrit en 1944, publié en 1944)
  - I. « Et puis vinrent les neiges... »
  - II. « Je sais que des vaisseaux... »
  - III. « Ce n'était pas assez que tant de mers... »
  - IV. « Seul à faire le compte... »
- Poème à l'étrangère (écrit en 1942, publié en 1943)
  - I. « Les sables ni les charmes... »
  - II. « ... Non point les larmes... »
  - III. « Dieux proches, dieux sanglants... »

## Analyse
Chaque ensemble poétique se termine par la date et surtout le lieu d'écriture, quasiment en guise de signature. Ceci constitue une originalité dans la pratique du poète (qui s'était marginalement tenu à ne mentionner que, parfois, une date) et souligne de la sorte l'importance de la thématique de l'éloignement géographique et de la douleur qu'il ressent de l'exil, en particulier linguistique.

## Éditions complètes
- Quatre poèmes (1941-1944), coll. « La porte étroite », éditions des Lettres françaises, automne 1944.
- Exil, éditions Gallimard, 1945, rééd. corrigée 1946.
- Éloges suivi de La Gloire des Rois, Anabase, Exil, Poésie/Gallimard, éditions Gallimard, 1967  (ISBN 978-2-07-030246-8).
- Œuvres complètes, Bibliothèque de la Pléiade, éditions Gallimard, 1972  (ISBN 9782070107360).